# Valdemar Dalquist
Valdemar Dalquist, född 23 september 1888 i Ås församling, Skaraborgs län, död 20 januari 1937 i Oscars församling, Stockholm, var en svensk skådespelare, sångare, författare, textförfattare och regissör.

## Biografi
Dalquist engagerades som skådespelare hos Sigurd Sandberg 1909–1910, hos Nils Hjort 1910–1911, hos Karin Swanström 1911–1912, hos Harry Bergvall 1913–1914, hos Erik Bergman 1914–1915 och hos Allan Ryding 1915–1917. 1917 hamnade han i Stockholm där han kom att spela i nyårsrevyerna på Mosebacke och Södra Teatern samt hos Ernst Rolf på Fenixpalatset. Hans popularitet växte, 1926–1931 anställd hos Karl Gerhard. 1931–1933 var han anställd vid Gösta Ekmans teatrar och från 1934 var han ledande revyartist hos Kar de Mumma på Blancheteatern.
I början av 1920-talet började han samarbeta med Fred Winter, vilket resulterade i flera sjömansvalser. De båda skrev även tillsammans folklustspelet Ett skepp kommer lastat, uruppfört 1924. Dalquist skrev även Med håg och fallenhet för teater (1927) samt de båda diktsamlingarna På de bräder som... (1935) och Vardagsvers (1936).
Han filmdebuterade 1921 i Klaus Albrechts Cirkus Bimbini, och kom att medverka i drygt 10 filmer som skådespelare. I mitten av 1930-talet var han en tid ordförande i SKAP. 
Han var i sitt första gifte från 1915 gift med skådespelerskan Carin Haggren och i sitt andra gifte från 1925 med revysångerskan Karin Gardtman.  Dalquist är begravd på Skogskyrkogården i Stockholm.

## Filmografi

### Roller
- 1921 – Cirkus Bimbini
- 1922 – Luffar-Petter
- 1923 – Gamla gatans karneval
- 1930 – Kronans kavaljerer
- 1931 – Trötte Teodor
- 1931 – Brokiga blad
- 1933 – Kärlek och dynamit
- 1933 – Hemslavinnor
- 1933 – Flickan från varuhuset
- 1934 – Atlantäventyret
- 1935 – Munkbrogreven
- 1936 – Annonsera!
- 1937 – Ryska snuvan

### Manus och regi
- 1931 – Brokiga Blad

## Teater

### Roller (ej komplett)
| År   | Roll                            | Produktion                                                                | Regi                             | Teater                               |
| ---- | ------------------------------- | ------------------------------------------------------------------------- | -------------------------------- | ------------------------------------ |
| 1921 | Oristevs                        | Än leva de gamla gudar Otto Hellkvist                                     | Svasse Bergqvist                 | Vasateatern                          |
| 1922 |                                 | Cornevilles klockor Robert Planquette, Louis Clairville och Charles Gabet | Nils Johannisson                 | Oscarsteatern                        |
| 1922 |                                 | Bajadären Emmerich Kálmán, Julius Brammer och Alfred Grünwald             | Nils Johannisson                 | Oscarsteatern                        |
| 1923 | Boseart                         | Katja Jean Gilbert, Leopold Jacobson och Rudolph Österreicher             | Nils Johannisson                 | Oscarsteatern                        |
| 1923 |                                 | Madame Pompadour Rudolf Schanzer, Ernst Welisch och Leo Fall              | Nils Johannisson                 | Oscarsteatern                        |
| 1923 | Poivre                          | Gri-Gri Paul Lincke, Heinrich Bolten-Baeckers och Jules Chancel           | Elvin Ottoson                    | Oscarsteatern                        |
| 1924 | Teaterdirektören                | Operettprinsessan Richard Kessler, Will Steinberg och Walter Brommé       | Nils Johannisson                 | Oscarsteatern                        |
| 1925 | Furst Moritz Dragomir Populesco | Grevinnan Mariza Julius Brammer, Alfred Grünwald och Emmerich Kálmán      | Nils Johannisson                 | Oscarsteatern                        |
| 1925 |                                 | Nattens drottning Franz Arnold, Ernst Bach och Walter Kollo               | Valdemar Dalquist                | Vasateatern                          |
| 1925 |                                 | Orloff Ernst Marischka och Bruno Granichstaedten                          | Nils Johannisson                 | Oscarsteatern                        |
| 1926 |                                 | Hollandsflickan Leo Stein, Béla Jenbach och Emmerich Kálmán               | Oskar Textorius                  | Oscarsteatern                        |
| 1926 | Jules                           | Benjamin René Mercier, André Bardé och Benjamin Rabier                    | Nils Johannisson                 | Södra Teatern                        |
| 1927 | Vlasta Rostaslovitch            | Drottning Helena Oscar Straus, Ernst Marischka, Bruno Granichstaedten     | Naima Wifstrand                  | Folkteatern                          |
| 1931 | Teodor                          | Trötte Teodor Max Neal och Max Ferner                                     |                                  | Folkteatern                          |
| 1932 | Medverkande                     | Tidens ansikten, en femtonöresopera, revy Karl Gerhard                    | Axel Witzansky Valdemar Dalquist | Vasateatern                          |
| 1932 |                                 | Värdshuset Vita hästen (Im weißen Rößl) Hans Müller och Ralph Benatzky    | A.W. Sandberg                    | Vasateatern                          |
| 1932 | Källarmästaren                  | Kanske en diktare Ragnar Josephson                                        | Gösta Ekman                      | Vasateatern                          |
| 1932 | Benny "Fläskis" Thompson        | Broadway Philip Dunning och George Abbott                                 | Mauritz Stiller                  | Vasateatern                          |
| 1932 | Adam                            | Adam och Evorna Sigurd Hoel och Helge Krog                                | Gösta Ekman                      | Gösta Ekmans Folkteater              |
| 1932 |                                 | I de bästa familjer Anita Hart och Maurice Braddell                       | Gösta Ekman                      | Gösta Ekmans Folkteater              |
| 1933 | Medverkande                     | Domaredansen Erik Lindorm                                                 | Per-Axel Branner                 | Gösta Ekmans Folkteater/ Vasateatern |
| 1933 | Bartendern                      | Luftexpressen Alexander Lestyan och János Vaszary                         |                                  | Folkteatern                          |
| 1934 | Medverkande                     | Razzia, revy Kar de Mumma                                                 | Harry Roeck-Hansen               | Blancheteatern                       |
| 1935 | Robert Anderberg                | Härmed hava vi nöjet, revy Kar de Mumma, Karl-Ewert och Alf Henrikson     | Harry Roeck-Hansen               | Blancheteatern                       |
| 1935 | Felix Munck                     | En förtjusande fröken (Bezauberndes Fräulein) Ralph Benatzky              | Gösta Ekman                      | Vasateatern                          |
| 1936 | John                            | Hm, sa greven, revy Kar de Mumma                                          | Harry Roeck Hansen               | Blancheteatern                       |

### Regi (urval)
| År   | Produktion                                | Upphovsmän                                | Teater                                          |
| ---- | ----------------------------------------- | ----------------------------------------- | ----------------------------------------------- |
| 1925 | Nattens drottning                         | Franz Arnold, Ernst Bach och Walter Kollo | Vasateatern                                     |
| 1932 | Tidens ansikten, en femtonöresopera, revy | Karl Gerhard                              | Vasateatern Regi tillsammans med Axel Witzansky |